# Nephridiacanthus palawanensis
Espèce
Synonymes
- Nephridiorhynchus palawanensis Tubangui & Masiluñgan, 1938

Nephridiacanthus palawanensis est une espèce d'acanthocéphales de la famille des Oligacanthorhynchidae.

## Distribution
C'est un parasite digestif du Pangolin javanais aux Philippines.

## Systématique et taxinomie
Cette espèce a été décrite sous le protonyme Nephridiorhynchus palawanensis par Tubangui et Masiluñgan en 1938. Elle est placée dans le genre Nephridiacanthus par Golvan en 1962.

## Étymologie
Son nom spécifique, composé de palawan et du suffixe latin -ensis, « qui vit dans, qui habite », lui a été donné en référence au lieu de sa découverte, l'île de Palawan aux Philippines. 

## Publication originale
- Tubangui & Masiluñgan, 1938 : Nephridiorhynchus palawanensis sp. nov., an acanthocephalan parasite of Manis javanica Desmarest. Philippine Journal of Science, vol. 66, p. 1-51 (texte intégral).